# The Alchemist’s Euphoria
| Совокупная оценка | Совокупная оценка |
| Источник          | Оценка            |
| ----------------- | ----------------- |
| Metacritic        | 74/100            |
| Оценки критиков   |                   |
| Источник          | Оценка            |
| The Arts Desk     | [ 3 ]             |
| Clash             | 8/10              |
| DIY               | [ 5 ]             |
| Evening Standard  | [ 6 ]             |
| The Guardian      | [ 7 ]             |
| The Independent   | [ 8 ]             |
| NME               | [ 9 ]             |
| The Telegraph     | [ 1 ]             |

The Alchemist’s Euphoria — седьмой студийный альбом британской рок-группы Kasabian, выпуск которого состоялся 12 августа 2022 года на Sony Music.
Это первый альбом Kasabian за пять лет, после For Crying Out Loud (2017), и первый с участием Серджо Пиццорно в качестве ведущего вокалиста после того, как бывший фронтмен Том Мейган был уволен в 2020 году из-за обвинения в домашнем насилии. Это также первый альбом с постоянным гитаристом Тимом Картером, который участвовал во всех альбомах группы, начиная с West Ryder Pauper Lunatic Asylum в 2009 году, и присоединился к группе в 2013 году в качестве гастролирующего гитариста.
Альбом был спродюсирован Серджо Пиццорно и Фрейзером Т. Смитом и предварялся четырьмя синглами— «Alygatyr», «Scriptvre», «Chemicals» и «The Wall». Группа отправится в тур в поддержку альбома с конца 2022 года.
Релиз альбома был перенесён на неделю с 5 августа 2022 года из-за проблем с производством винила.

## История
Бывший фронтмен Том Мейган расстался с группой в июле 2020 года, а на следующий день признал себя виновным в нападении на свою тогдашнюю невесту, ныне жену Викки Агер. Пиццорно, который ранее был ведущим гитаристом и иногда вокалистом группы, затем взял на себя обязанности единственного вокалиста.
Альбом был записан в основном в домашней студии Пиццорно, the Sergery, в Лестере. Об альбоме Пиццорно заявил, что он «принимает некоторые довольно непонятные повороты» и имеет «большое, эпическое звучание, но с личным прикосновением также. Наряду с массивными частями есть и несколько более мягких граней. В целом, это прекрасная вещь и самая цельная запись, которую мы когда-либо делали. Это эмоциональное путешествие».

## Отзывы
The Alchemist’s Euphoria получил оценку 74 из 100 от восьми критиков на агрегаторе рецензий Metacritic, что указывает на «в целом благоприятный» прием. Дэвид Смит из Evening Standard написал, что Мейган «никогда не был самым выдающимся певцом […], поэтому его не особенно не хватает на альбоме», хотя считает, что Пиццорно «нужно будет вырасти в росте», чтобы «контролировать» толпы, перед которыми выступает группа. Смит описал альбом как «пробивной», написав, что в «Scriptvre» есть «хрустящие брейкбиты и рычащие гитары», а «Rocket Fuel» «немного глуповат, с его смесью рейвовых синтезаторов и распевного вокала». Рецензируя альбом для The Guardian, Майкл Ханн посчитал, что альбом «идёт вразнос» и «кишит идеями, которые не всегда реализуются», и, несмотря на то, что воображение Пиццорно «возвышает их над их пристрастиями к lad-rock», как вокалист он «адекватен, но непримечателен». Ханн считает, что The Alchemist’s Euphoria «предлагает немного бодрого, динамичного рока, который заставляет мошпиты бурлить. В целом это тоже довольно весело».

## Список композиций
Слова и музыка всех песен — Серджо Пиццорно.
| №                   | Название                       | Длительность |
| ------------------- | ------------------------------ | ------------ |
| 1.                  | «Alchemist»                    | 2:39         |
| 2.                  | «Scriptvre»                    | 3:49         |
| 3.                  | «Rocket Fuel»                  | 3:02         |
| 4.                  | «Strictly Old Skool»           | 3:07         |
| 5.                  | «Alygatyr»                     | 3:23         |
| 6.                  | «Æ Space»                      | 0:48         |
| 7.                  | «The Wall»                     | 3:29         |
| 8.                  | «T.U.E (The Ultraview Effect)» | 5:45         |
| 9.                  | «Stargazr»                     | 4:56         |
| 10.                 | «Chemicals»                    | 3:31         |
| 11.                 | «Æ Sea»                        | 0:33         |
| 12.                 | «Letting Go»                   | 3:03         |
| Общая длительность: | Общая длительность:            | 38:05        |

## Чарты
| Чарт (2022)                                  | Высшая позиция |
| -------------------------------------------- | -------------- |
| Австралия (Australian Digital Albums, ARIA)  | 32             |
| Австралия (Australian Physical Albums, ARIA) | 60             |
| Бельгия/Валлония (Ultratop)                  | 101            |
| Германия (Offizielle Top 100)                | 63             |
| Япония (Digital Albums, Oricon)              | 45             |
| Япония (Hot Albums, Billboard Japan)         | 73             |
| Ирландия (IRMA)                              | 80             |
| Шотландия (Scottish Albums Chart)            | 1              |
| Швейцария (Schweizer Hitparade)              | 26             |
| Великобритания (UK Albums Chart)             | 1              |